# Arnaldi (famiglia)
Gli Arnaldi furono una famiglia aristocratica vicentina, ascritta al patriziato veneziano e annoverata fra le cosiddette Case fatte per soldo.

## Storia
Gli Arnaldi furono un'antica famiglia originaria di Vicenza, al cui Consiglio nobile erano ascritti sin dal 1541.
Con breve apostolico del 15 giugno 1623, papa Gregorio XV investì questo casato del titolo di conti palatini e del Sacro Palazzo Lateranense nella persona di Fabio Arnaldi. Quest'investitura fu successivamente riconosciuta dal Senato veneziano nel 1729. Un ramo collaterale fu, invece, aggregato al patriziato veneto nella persona di Vincenzo Arnaldi (1685), come ricompensa per il sostegno garantito alla Repubblica durante la guerra di Morea contro l'Impero ottomano.
Con l'arrivo degli austriaci in Veneto, il governo imperiale conferì la conferma della nobiltà e del titolo comitale ai conti Arnaldi (Sovrane Risoluzioni rispettivamente del 1º marzo 1820 e del 13 aprile 1829); la conferma di nobiltà per gli Arnaldi patrizi veneti giunse invece con la Sovrana Risoluzione dell'11 novembre 1817.

## Membri illustri
- Enea Arnaldi (1716 - 1794), umanista e architetto vicentino
- Francesco Arnaldi (1897 - 1980), latinista
- Rinaldo Arnaldi (1914-1944), militare e partigiano
- Girolamo Arnaldi (1929-2016), storico medievista.

## Luoghi e architetture
- Ca' Arnaldi, a Noventa Vicentina (Vicenza)
- Palazzo Arnaldi, a Santa Croce, Venezia
- Villa Arnaldi, per Vincenzo Arnaldi, a Meledo di Sarego (Vicenza), progettata da Andrea Palladio nel 1547 e rimasta incompiuta
- Palazzo e Villa Fogazzaro Arnaldi, a Caldogno, Vicenza

Palazzi nel centro storico di Vicenza
- Palazzo Godi Arnaldi Segala ora Bertevello in stile tardo gotico al n. 14 di contrà Pasini
- Palazzo Arnaldi Tretti ora Piccoli, del primo Rinascimento vicentino, affiancato al precedente al n. 16 di contrà Pasini
- Palazzo Arnaldi Della Torre, in contrà Santi Apostoli
- Palazzo Arnaldi Piovene, in contrà Zanella
- Palazzo Bissari Arnaldi, in contrà San Paolo n. 13
- Palazzo Chiericati Arnaldi in contrà Pozzetto n. 5